# Ventrafiken

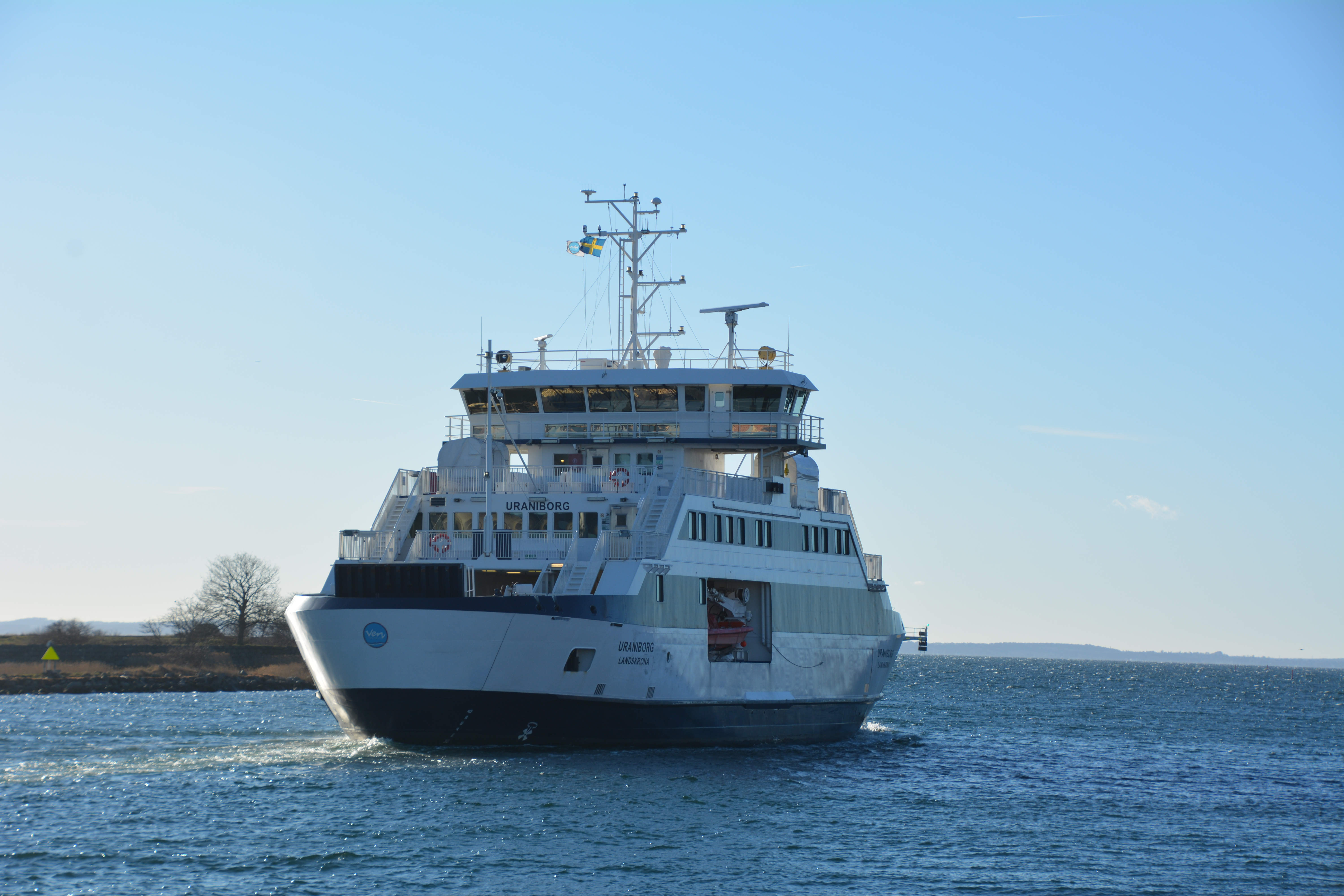
Färjan M/S Uraniborg i Landskrona hamn

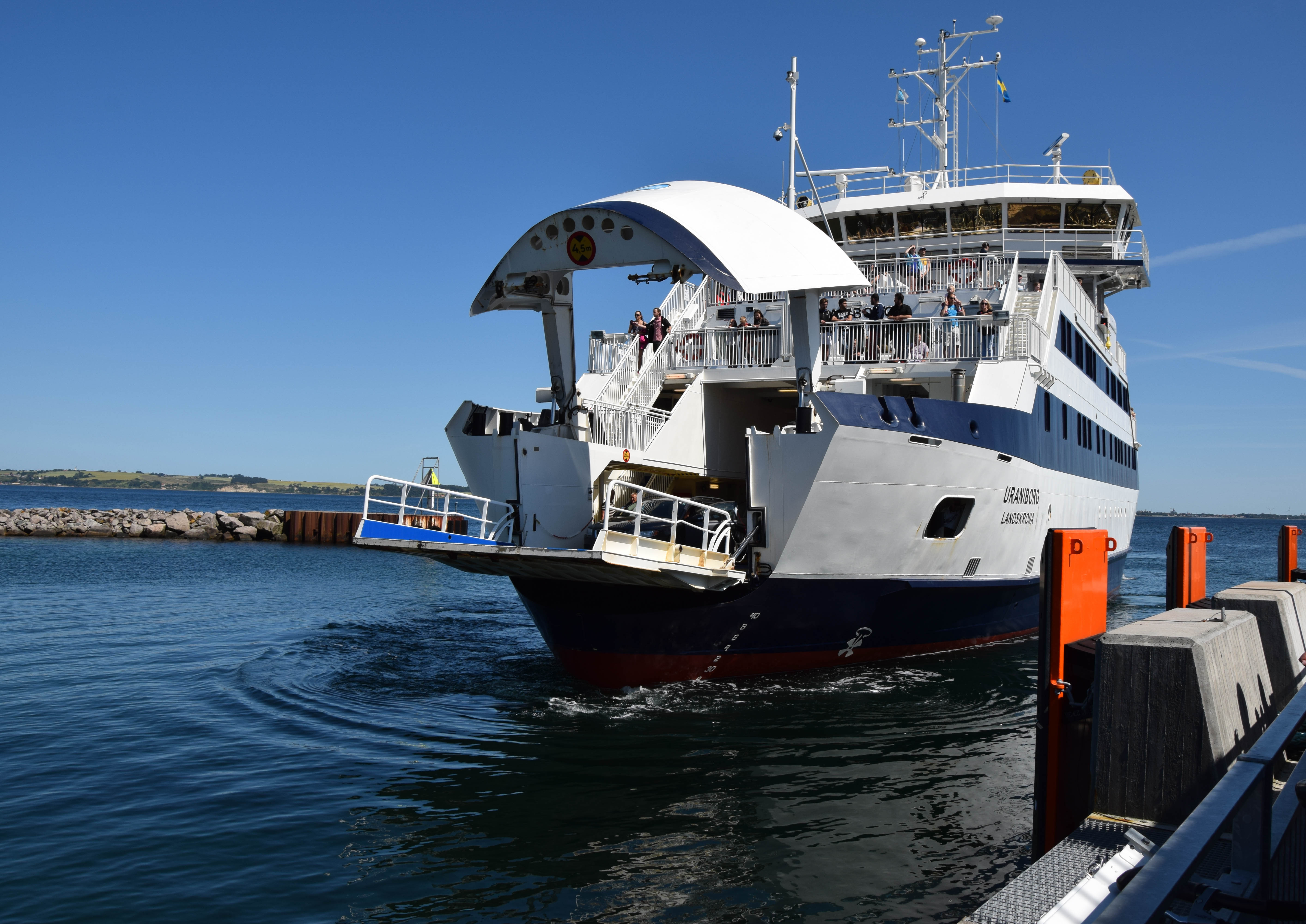
Färjan M/S Uraniborg lägger till i Bäckviken

Rederi AB Ventrafiken är ett svenskt kommunalt rederi, som trafikerar sträckan Landskrona - Bäckviken (Ven). Rederiets fartyg transporterar såväl passagerare som personbilar, lastbilar, traktorekipage samt gods. Företaget har ombesörjt trafiken sedan 1991 och ägs av Landskrona kommun. Tidigare drevs färjetrafiken av kommunens hamnförvaltning.
Företagets huvudkontor ligger på Skeppsbron i Landskrona där även färjeterminalen finns. Före 2009 avgick båtarna från Jönsaplan nära Sofia Albertina kyrka. Överfarten ingår i Skånetrafikens zoner gällande månadsbaserade periodbiljetter samt serviceresor så deras prissättning inkluderar därför även färjorna.

## Fartyg

### Nuvarande färjor

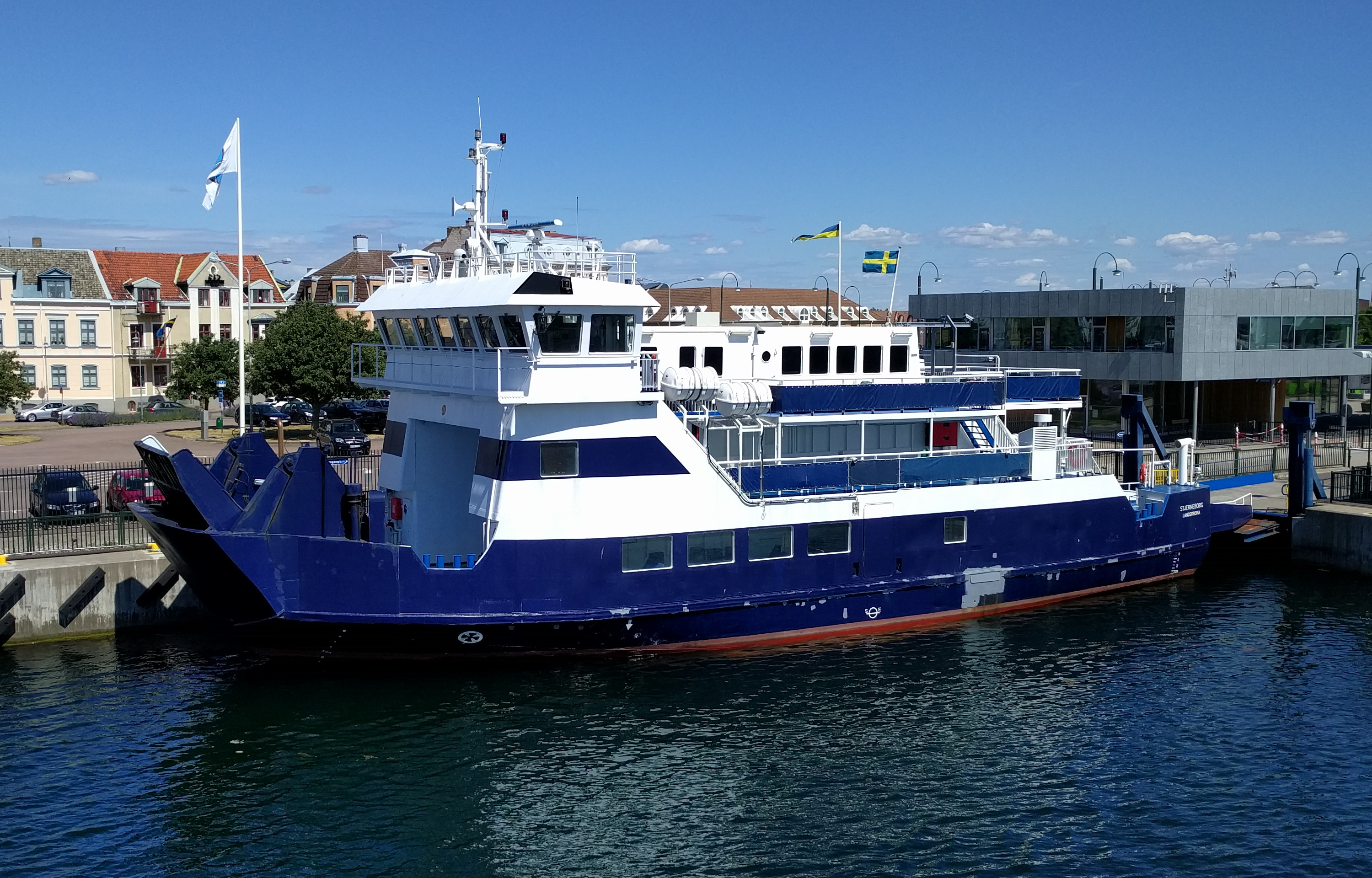
Nuvarande reservfärjan M/S Stjerneborg vid Skeppsbrons färjeterminal i Landskrona

- M/S Uraniborg sattes i trafik 2012 och är förbindelsens huvudfärja året runt.[3]
- M/S Stjerneborg sattes i trafik 1991 och var tidigare huvudfärja och är numera reservfärja under högsäsong.[4]

### Tidigare färjor

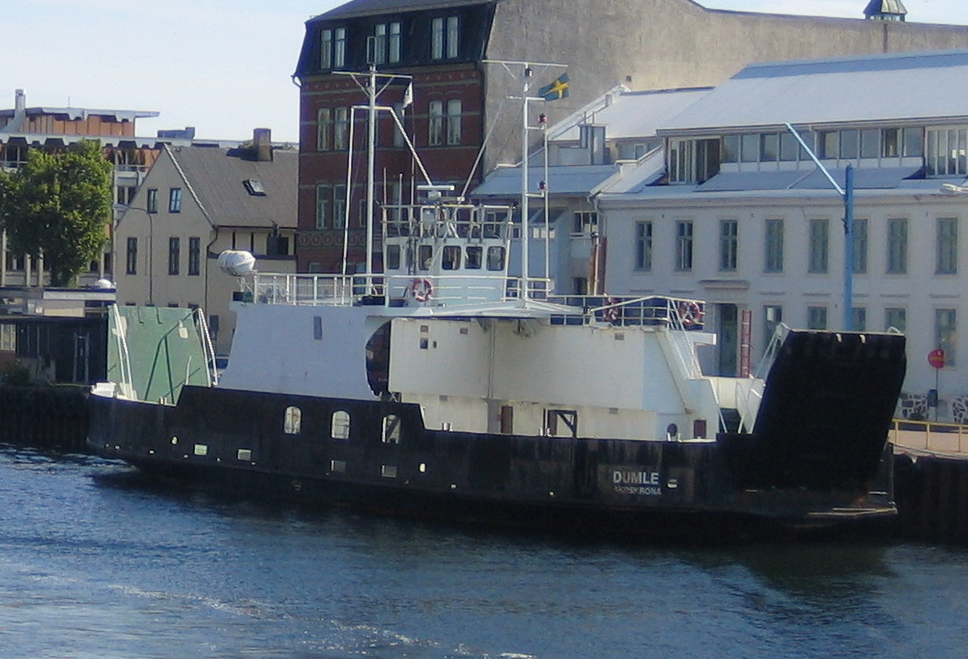
Tidigare reservfärjan M/S Dumle som skrotades 2013

- M/S Norreborg var extra färja vid högsäsong 2001-2015. Såldes sedan till Hvalaskoðun Reykjavik (Elding Whale Watching) på Island och blev omdöpt till M/S Eldey.[5]
- M/S Jeppe trafikerar i huvudsak Ven - Köpenhamn sedan 2004 och köptes 2011 från Spar Shipping Aps till Ventrafikens dotterbolag Hven-Trafikken Aps för att sedan säljas tillbaka igen 2014.[6][7] Sedan 2018 ägs Jeppe av Sundsbussarna och trafikerar återigen Ven periodvis. [8]
- M/S Dumle var tidigare reservfärja 1995-2013. Såldes sedan till Fornæs Aps i Grenå i Danmark för upphuggning.[9]
- M/S Sankt Ibb trafikerade Ven - Landskrona 1973-2005. Såldes sedan till Börjessons Sjötaxi i Donsö och blev omdöpt till M/S Lyrön.[10][11]

### Andra äldre båtar
Lista med fartyg och perioder de trafikerat Ven och Landskrona och som började användas innan Ventrafiken tog över.
- Ångslupen Svea 1876-1890
- Ångslupen Axel 1890-1899
- S/S Bore 1899-1962
- Ångslupen Oscar 1900-1907
- S/S Ran 1907-1946
- M/S Gråen 1939-1965
- M/S Ven 1939-2002
- M/S Bore 1962-1980
- M/S Backafall 1980-1995

## Krisen runt färjan Uraniborg
Mellan 2006 och 2013 genomfördes ett större regionalt transportinfrastrukturprojekt delvis finansierat genom Sjöfartsverket då terminaler och hamnar byggdes om och en ny färja införskaffades med mera. Projektet fick kritik för inte ha tänkt tillräckligt på tillgänglighet för funktionsnedsatta, problem med biljettsystem som utnyttjades för gratisåkande, dåligt bemötande från ledningen och att det kostade betydligt mer än vad som ursprungligen beräknats. Totalt kostade projektet cirka 280 miljoner kronor och medförde att driftskostnaderna blev högre än vad som förutsetts. Ventrafikens resultat för 2013 gick med ett underskott på 10,3 miljoner kronor och under 2014 avgick den då sittande styrelsen och den dåvarande verkställande direktören slutade. Åtgärderna som gjorts för att vända krisen är bland annat att höja priserna och sälja av fartyg för att fokusera mera på kärnverksamheten och resultatet för 2014 slutade på ett underskott ungefär hälften så stort som året innan. Krisen får anses vara över då resultatet för 2015 blev en vinst på 6,1 miljoner, mycket beroende på fartygsförsäljning, och framöver är budgeten inriktad på en mindre vinst i en mera effektiviserad verksamhet.

## Bildgalleri

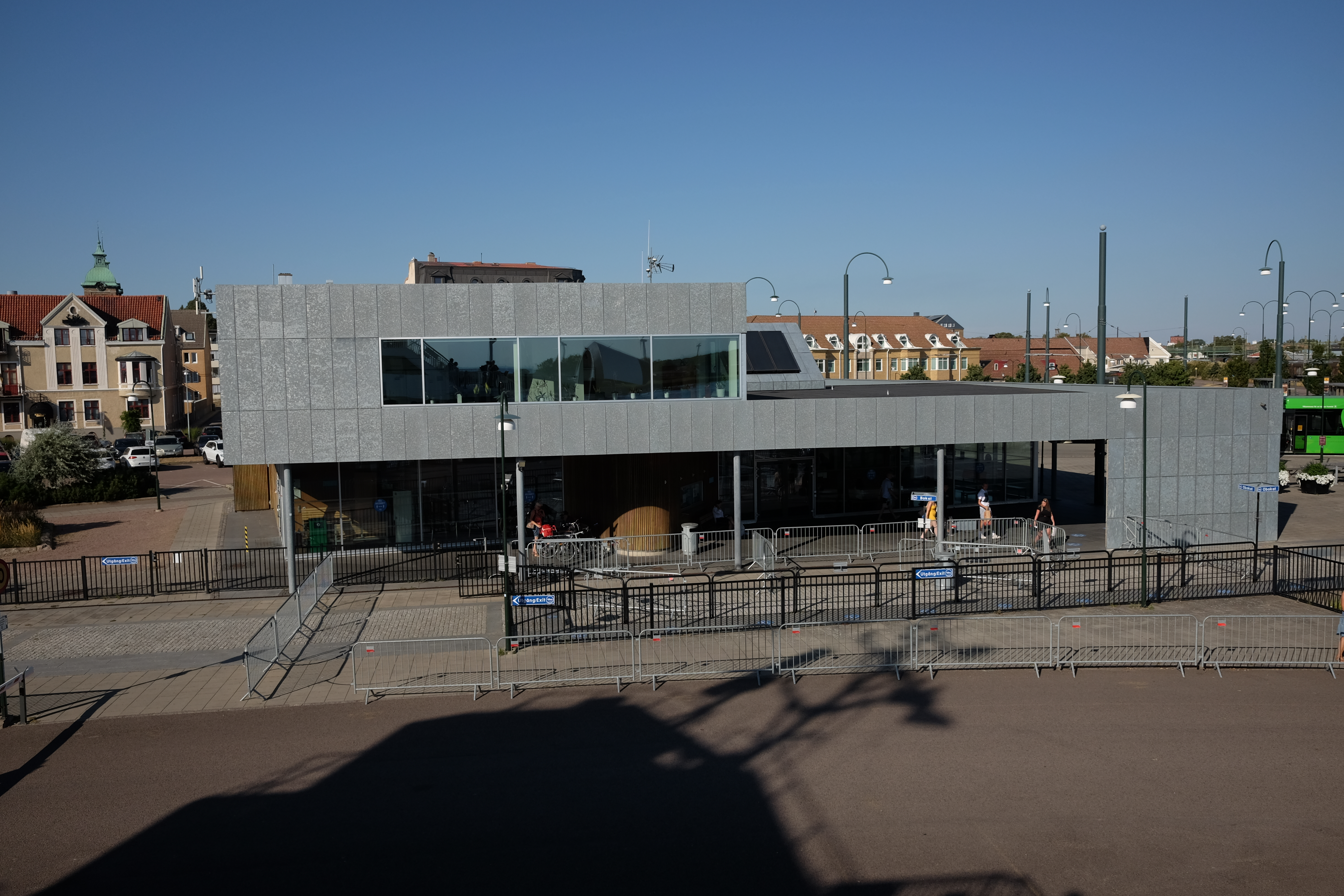
Terminal i Landskrona
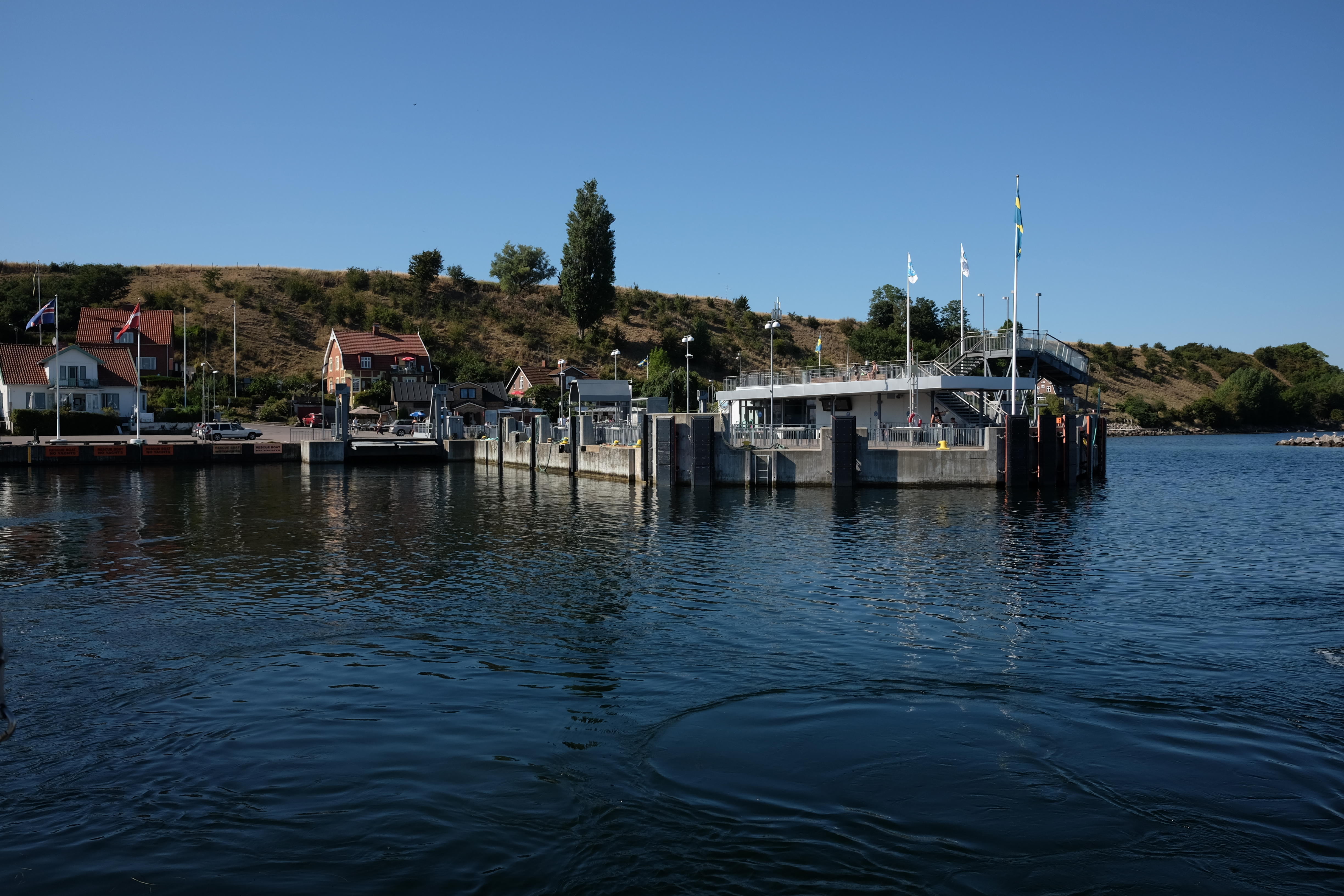
Terminal i Bäckviken
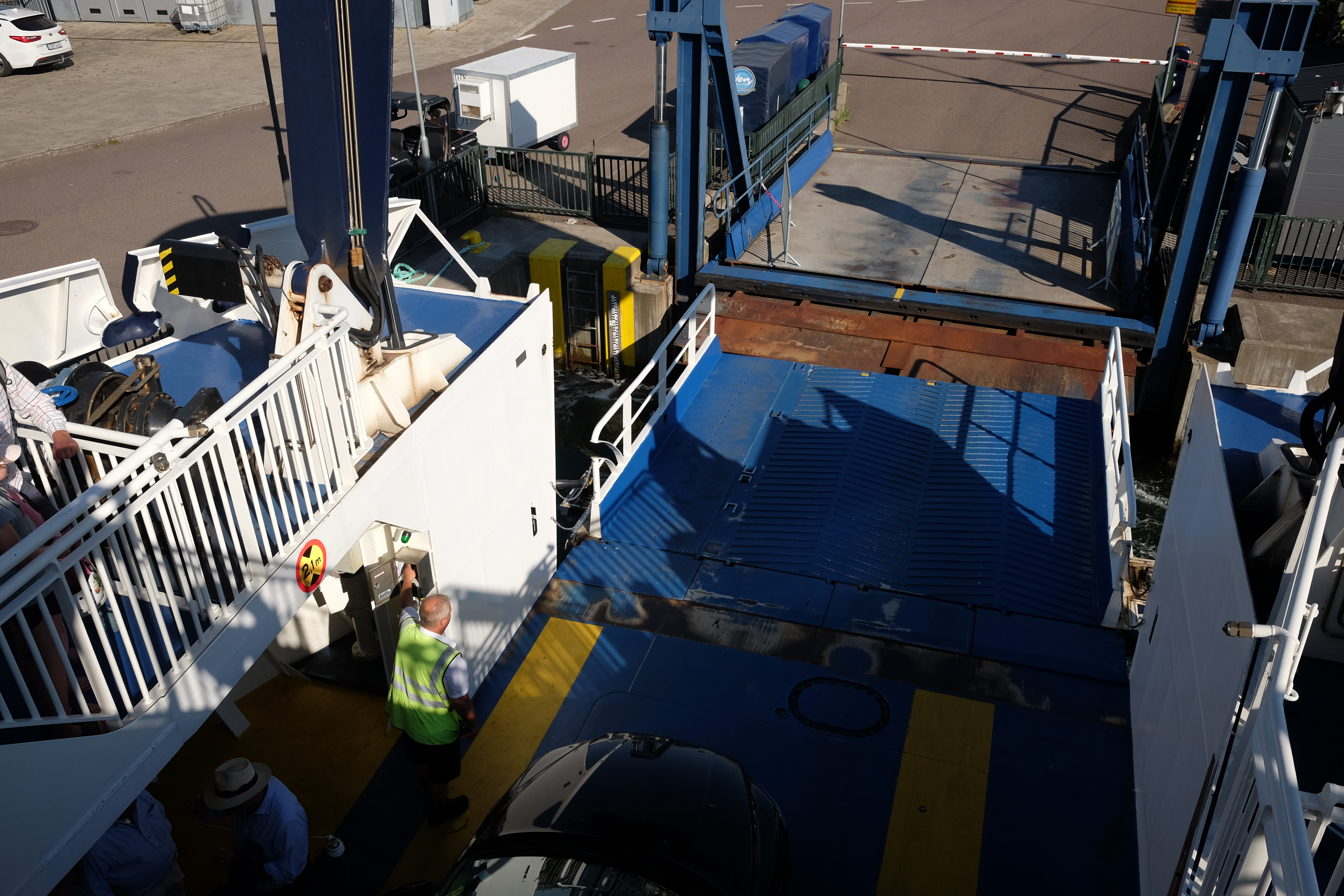
Uraniborg angör Landskrona
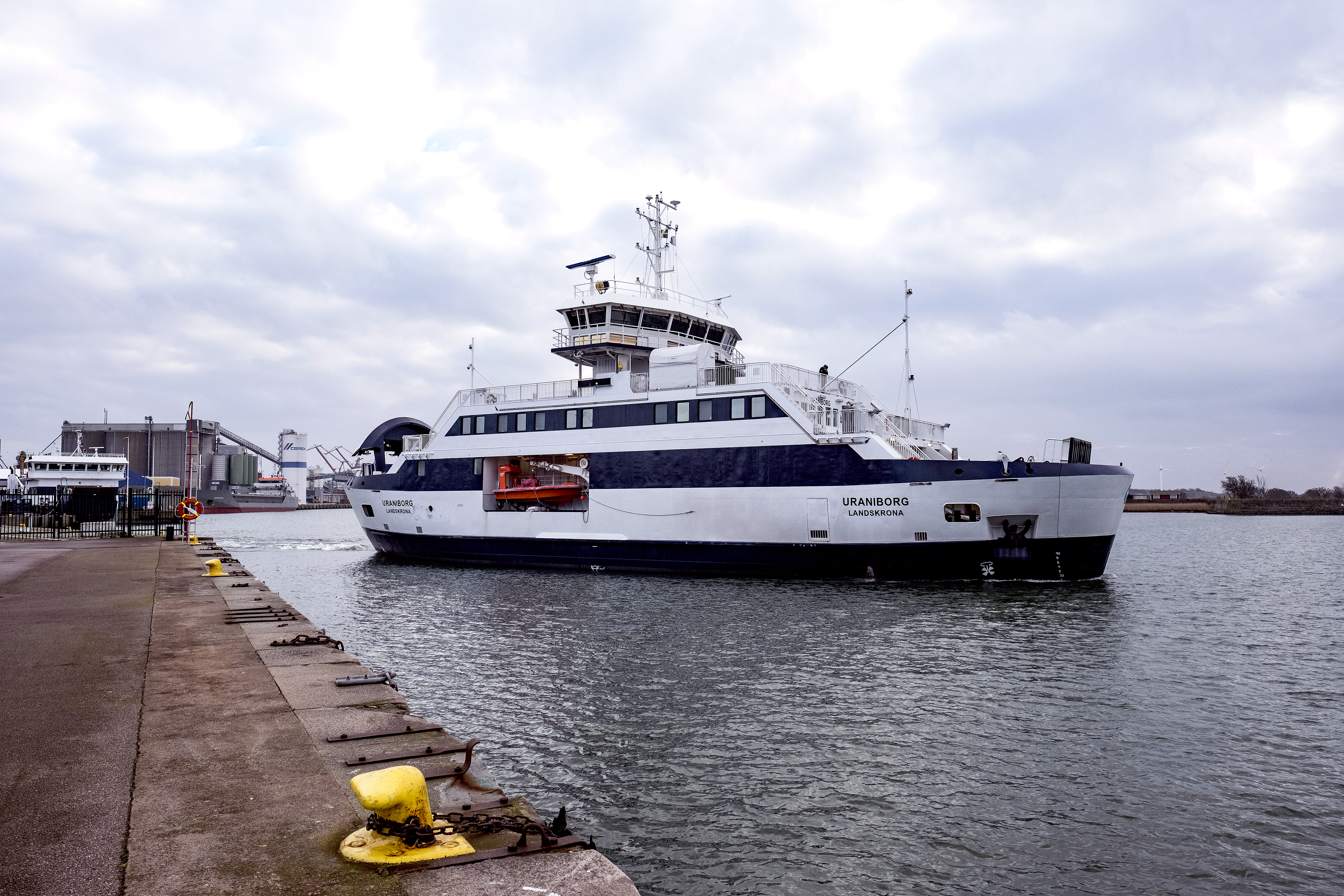
Uraniborg lägger ut
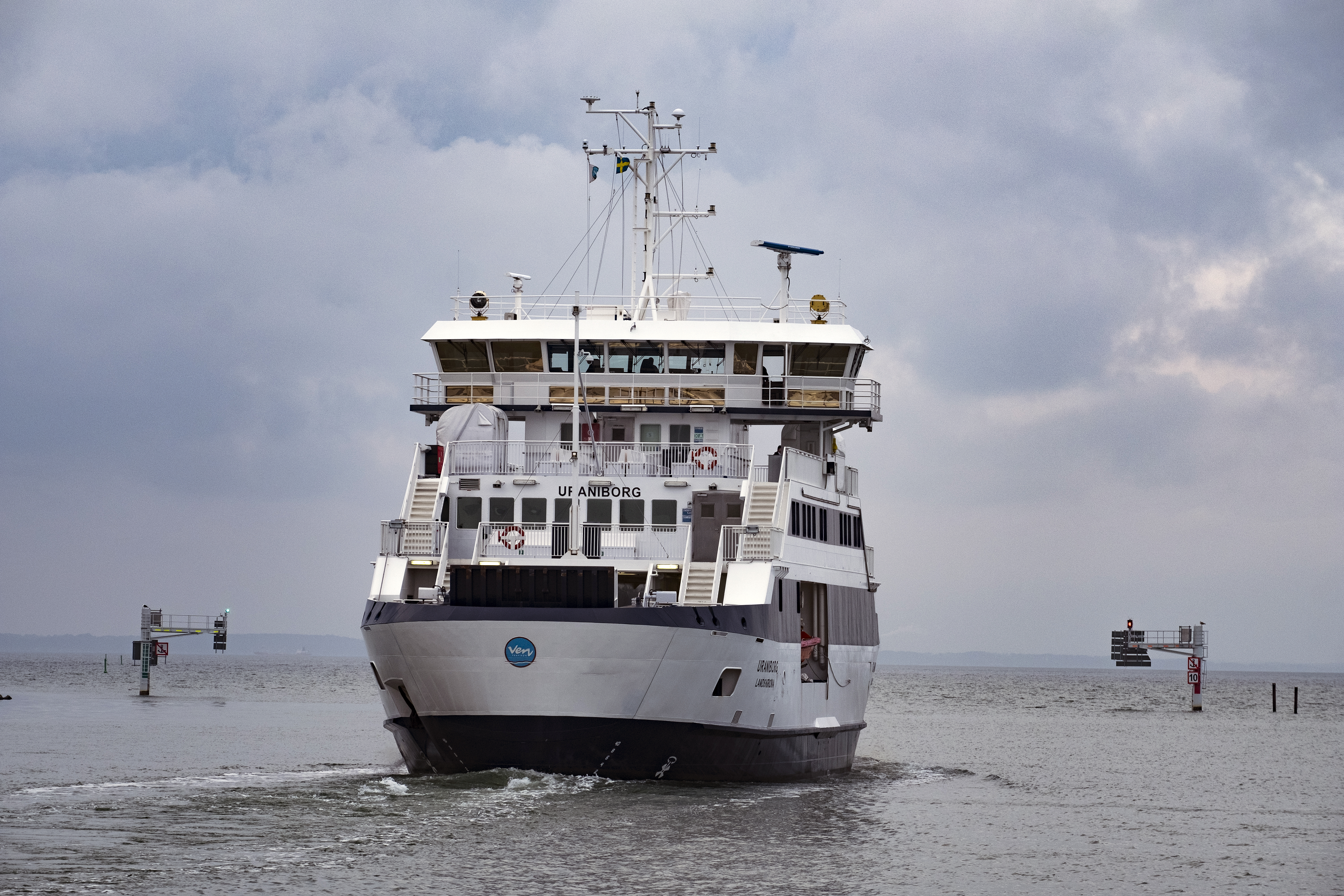
Uraniborg lämnar hamnen
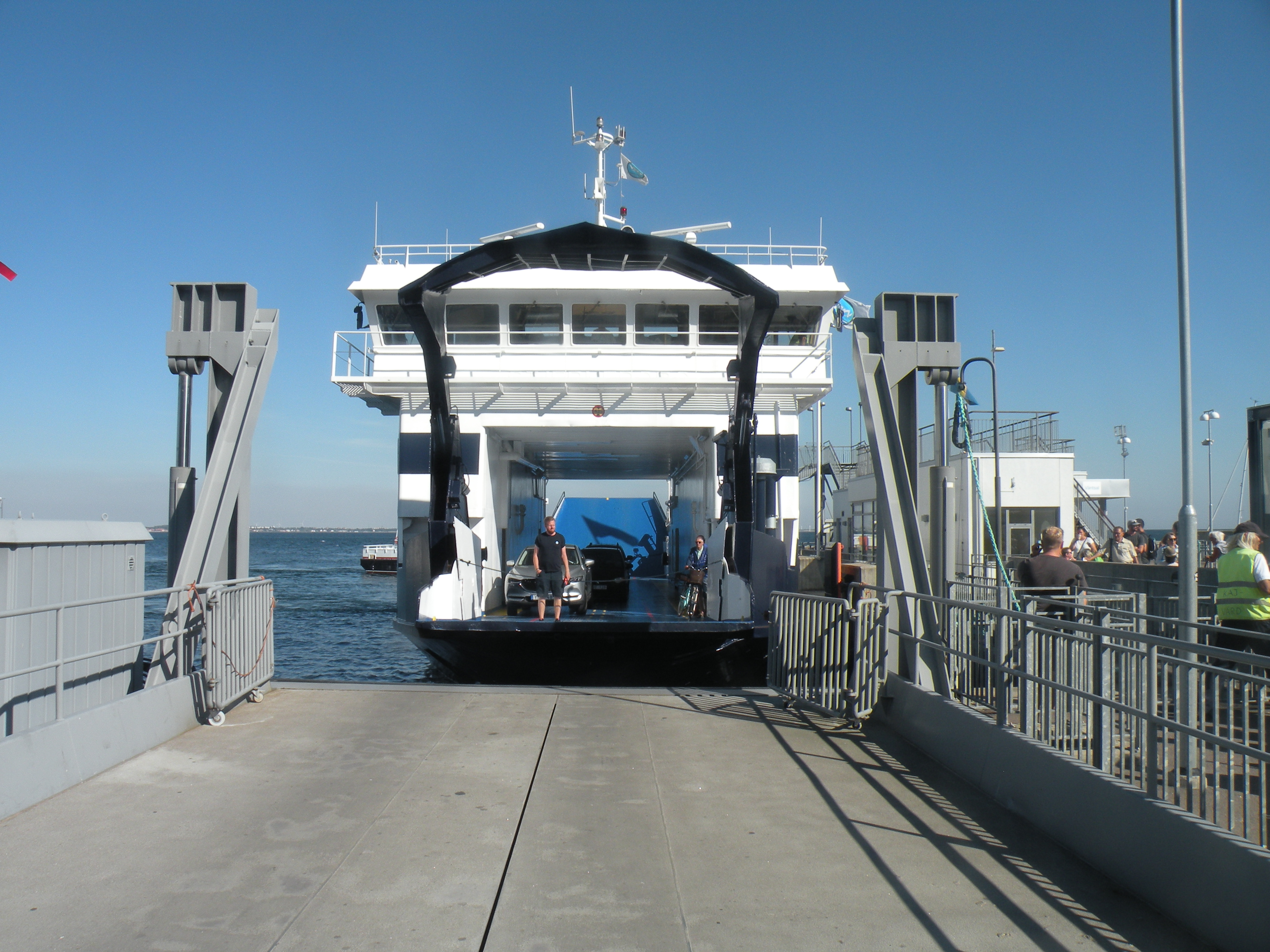
Stjerneborg angör Bäckviken